# Praça da Galiza
A Praça da Galiza está situada na freguesia de Massarelos, na cidade do Porto, em Portugal.

## Origem do nome
Em 28 de junho de 1936, em sessão da Câmara Municipal do Porto, o então presidente da Comissão Administrativa, José Alfredo Mendes Magalhães, propôs que esta praça adotasse o nome da Galiza, como marco de amizade entre os dois povos irmãos.

## Pontos de interesse
- Estátua de Rosalia de Castro, esculpida por Barata Feyo.
- Escola Gomes Teixeira.

## Acessos
- Estação Carolina Michaëlis (750 m para NE)
- Linhas: ZL, ZM, 200, 201, 204, 207, 302, 303, 501, 507, 601, 902 e 903 dos STCP.